# Robert I van Dreux
Robert I van Dreux bijgenaamd de Grote (circa 1123 - Braine, 11 oktober 1188) was van 1132 tot aan zijn dood graaf van Dreux en van 1152 tot aan zijn dood graaf iure uxoris van Braine. Hij behoorde tot het huis Capet en was de stichter van het huis Dreux-Bretagne.

## Levensloop
Robert I was de vijfde zoon van koning Lodewijk VI van Frankrijk en Adelheid van Maurienne, dochter van graaf Humbert II van Savoye.
In het jaar van zijn geboorte kreeg hij de heerlijkheid Savigny toegewezen en in 1132 kreeg hij in apanage het graafschap Dreux. Door zijn drie huwelijken wist Robert zijn grondgebied aanzienlijk uit te breiden. In 1139 of 1141 huwde hij met zijn eerste echtgenote Agnes (1122-1143), dochter van Anseau de Garlande, graaf van Rochefort. Zijn tweede echtgenote werd in 1144 Havise (1118-1152), dochter van Walter van Évreux, graaf van Salisbury. 
In 1143 ondersteunde Robert zijn broer, koning Lodewijk VII van Frankrijk, in het conflict met graaf Theobald II van Champagne. Daarbij veroverde hij onder andere Reims en Châlons. In 1147 begeleidde net als vele andere Franse adel Lodewijk VII in de Tweede Kruistocht en in 1148 streed hij bij de belegering van Damascus. Robert brak de kruistocht nog voor zijn broers af en keerde enkele weken voor hen terug naar Frankrijk. Omdat hij geloofde dat hij de gemoedstoestand van de mislukte kruistocht kon gebruiken, ontwikkelde hij eigen ambities voor de Franse troon. Dit werd verhinderd door regent Suger van Saint-Denis, aartsbisschop Samson van Reims en graaf Rudolf I van Vermandois, totdat de aankomst van Lodewijk VII deze plannen uiteindelijk dwarsboomde. 
In 1152 huwde hij met zijn derde echtgenote Agnes van Baudement (1130-1202), gravin van Braine en vrouwe van Fère-en-Tardenois, Pontarcy, Nesles, Longueville en Quincy. Door het huwelijk kwam Robert in het bezit van deze goederen.
In 1159 gaf hij de stad Dreux een communale grondwet. Ook stichtte hij de stad Brie-Comte-Robert. In 1187 richtte hij in Parijs de Sint-Thomaskerk op, die naast het Louvre gebouwd werd. 
In 1184 stond hij de regering in Dreux af aan zijn zoon Robert II. Robert I stierf in oktober 1188, waarna hij werd bijgezet in het Saint-Yvedklooster van Braine.

## Nakomelingen
Robert en zijn eerste echtgenote Agnes van Garlande kregen een zoon:
- Simon (1141-1144)

Uit zijn tweede huwelijk met Havise van Évreux werd een dochter geboren:
- Adela (1144/1145-1210), huwde in 1156 met graaf Valeraan III van Breteuil, in 1161 of 1162 met heer Gwijde II van Châtillon, in 1176/1177 met Jean I de Thorotte, burggraaf van Noyon en in 1183 met graaf Rudolf I van Soissons

Robert en zijn derde echtgenote Agnes van Baudement kregen volgende kinderen:
- Robert II (1154-1218), graaf van Dreux
- Hendrik (1155-1199), bisschop van Orléans
- Alix (1156-1217), huwde in 1174 met heer Rudolf I van Coucy
- Filips (1158-1217), bisschop van Beauvais
- Isabella (1160-1239), huwde in 1178 met heer Hugo III van Broyes
- Peter (1161-1186)
- Willem (1163-1189), heer van Braye, Torcy en Chilly
- Jan (1164-1189)
- Mamilla (1166-1200)
- Margaretha (1167), werd kloosterzuster

## Voorouders
| Voorouders van Robert I van Dreux (1123-1188) | Voorouders van Robert I van Dreux (1123-1188)                                   | Voorouders van Robert I van Dreux (1123-1188)                                   | Voorouders van Robert I van Dreux (1123-1188)                                   | Voorouders van Robert I van Dreux (1123-1188)                                   | Voorouders van Robert I van Dreux (1123-1188)                                   | Voorouders van Robert I van Dreux (1123-1188)                                   | Voorouders van Robert I van Dreux (1123-1188)                                   | Voorouders van Robert I van Dreux (1123-1188)                                   |
| --------------------------------------------- | ------------------------------------------------------------------------------- | ------------------------------------------------------------------------------- | ------------------------------------------------------------------------------- | ------------------------------------------------------------------------------- | ------------------------------------------------------------------------------- | ------------------------------------------------------------------------------- | ------------------------------------------------------------------------------- | ------------------------------------------------------------------------------- |
| Overgrootouders                               | Hendrik I van Frankrijk (1008-1060) ∞ 1051 Anna van Kiev (1036-1078)            | Hendrik I van Frankrijk (1008-1060) ∞ 1051 Anna van Kiev (1036-1078)            | Floris I van Holland (1025-1061) ∞ 1050 Geertruida van Saksen (1033-1113)       | Floris I van Holland (1025-1061) ∞ 1050 Geertruida van Saksen (1033-1113)       | Amadeus II van Savoye (1048-1080) ∞ Johanna van Genève (-)                      | Amadeus II van Savoye (1048-1080) ∞ Johanna van Genève (-)                      | Willem I van Bourgondië (1020-1087) ∞ Stephania van Longwy-Metz (1035-1088)     | Willem I van Bourgondië (1020-1087) ∞ Stephania van Longwy-Metz (1035-1088)     |
| Grootouders                                   | Filips I van Frankrijk (1052-1108) ∞ Bertha van Holland (1058-1094)             | Filips I van Frankrijk (1052-1108) ∞ Bertha van Holland (1058-1094)             | Filips I van Frankrijk (1052-1108) ∞ Bertha van Holland (1058-1094)             | Filips I van Frankrijk (1052-1108) ∞ Bertha van Holland (1058-1094)             | Humbert II van Savoye (1072-1103) ∞ Gisela van Bourgondië (1075-1133)           | Humbert II van Savoye (1072-1103) ∞ Gisela van Bourgondië (1075-1133)           | Humbert II van Savoye (1072-1103) ∞ Gisela van Bourgondië (1075-1133)           | Humbert II van Savoye (1072-1103) ∞ Gisela van Bourgondië (1075-1133)           |
| Ouders                                        | Lodewijk VI van Frankrijk (1081-1137) ∞ 1115 Adelheid van Maurienne (1092-1154) | Lodewijk VI van Frankrijk (1081-1137) ∞ 1115 Adelheid van Maurienne (1092-1154) | Lodewijk VI van Frankrijk (1081-1137) ∞ 1115 Adelheid van Maurienne (1092-1154) | Lodewijk VI van Frankrijk (1081-1137) ∞ 1115 Adelheid van Maurienne (1092-1154) | Lodewijk VI van Frankrijk (1081-1137) ∞ 1115 Adelheid van Maurienne (1092-1154) | Lodewijk VI van Frankrijk (1081-1137) ∞ 1115 Adelheid van Maurienne (1092-1154) | Lodewijk VI van Frankrijk (1081-1137) ∞ 1115 Adelheid van Maurienne (1092-1154) | Lodewijk VI van Frankrijk (1081-1137) ∞ 1115 Adelheid van Maurienne (1092-1154) |